# 2001年12月中国大陆

## 12月4日
- 全国政法工作会议在北京召开，中共中央政治局委員、中共中央政法委书记罗干出席会议并作工作报告，其中肯定严打整治斗争取得阶段工作[1]。
- 中共福建省委第七届一次会议选举宋德福为中共福建省委书记[2]。
- 西南公路出海通道举行了全线贯通仪式，中华人民共和国交通部副部长张春贤参加了出发仪式并讲话。通道纵贯川、黔、桂三省区，全长1709公里，总投资255亿元，其中高速公路1015公里，占总里程的59.4%[3]。
- 中华人民共和国国务院总理朱镕基在中南海紫光阁会见科特迪瓦外交国务部部长阿布德拉赫曼·桑加雷[1]。
- 全国人大常委会委员长李鹏、国务院总理朱镕基、国务院副总理钱其琛在人民大会堂会见以傅履仁为团长的美国“百人会”代表团。
- 国务院总理朱镕基在人民大会堂会见欧盟委员会贸易委员帕斯卡尔·拉米[1]。
- 国务院总理朱镕基在中南海紫光阁会见德国下萨克森州州长西格马尔·加布里尔[1]。

## 12月5日
- 中华人民共和国国务院召开第49次常务会议，国务院总理朱镕基主持会议，会议通过《外商投资电信企业管理规定（草案）》、《国务院关于修改<旅行社管理条例>的决定（草案）》、《中华人民共和国国际海运条例（草案）》、《中华人民共和国外资保险公司管理条例（草案）》等[4]，此次四项条例规定的修改是为中国加入世界贸易组织进行的准备[5]。

## 12月10日
- 中华人民共和国国务院总理朱镕基签署331号国务院令公布《中华人民共和国技术进出口管理条例》，此前经2001年10月31日国务院第46次常务会议通过[6]。
- 中华人民共和国国务院总理朱镕基签署332号国务院令公布《中华人民共和国货物进出口管理条例》，此前经2001年10月31日国务院第46次常务会议通过[7]。
- 中华人民共和国国务院总理朱镕基签署333号国务院令公布《外商投资电信企业管理规定》，此前经2001年12月5日国务院第49次常务会议通过[8]。

## 12月11日
- 中华人民共和国国务院总理朱镕基签署334号国务院令公布《国务院关于修改<旅行社管理条例>的决定》开始实施，此前经2001年12月5日国务院第49次常务会议通过[9]。
- 中华人民共和国国务院总理朱镕基签署335号国务院令公布《中华人民共和国国际海运条例》开始实施，此前经2001年12月5日国务院第49次常务会议通过[10]。
- 中国正式成为世界贸易组织成员[11][12][13]。

## 12月31日
- 世界第一条商业化运营的高速磁悬浮交通系统上海磁悬浮示范运营线举行通车典礼，中华人民共和国国务院总理朱镕基和正在中国访问的德国总理格哈特·施羅德出席典礼[14]。